# Urgleptes signatus
Urgleptes signatus är en skalbaggsart som först beskrevs av Leconte 1852.  Urgleptes signatus ingår i släktet Urgleptes och familjen långhorningar. Inga underarter finns listade i Catalogue of Life.